# Zenon Grocholewski
Zenon Grocholewski (Bródki, 11 oktober 1939 – Rome, 17 juli 2020) was een Pools geestelijke en een kardinaal van de Rooms-Katholieke Kerk, die o.a. werkzaam geweest is voor de Romeinse Curie.
Grocholewski werd op 27 mei 1963 priester gewijd. Op 21 december 1982 werd hij benoemd tot secretaris van de Apostolische Signatuur en tot titulair bisschop van Acropolis; zijn bisschopswijding vond plaats op 6 januari 1983. Op 16 december 1991 werd hij bevorderd tot titulair aartsbisschop. Op 5 oktober 1998 volgde zijn benoeming tot prefect van de Apostolische Signatuur.
Grocholewski werd op 15 november 1999 benoemd tot prefect van de Congregatie voor de Katholieke Opvoeding; in die hoedanigheid werd hij ook grootkanselier van de Pauselijke Gregoriaanse Universiteit, het Pauselijk Instituut voor Gewijde Muziek en van het Pauselijk Instituut voor Christelijke Archeologie.
Grocholewski werd tijden het consistorie van 21 februari 2001 kardinaal gecreëerd. Hij kreeg de rang van kardinaal-diaken. Zijn titeldiakonie werd de San Nicola in Carcere. Hij nam deel aan de conclaven van 2005 en 2013.
In 2005 leidde Grocholewski de voorbereiding van de homo-instructie voor roepingen in de Katholieke Kerk, de Instructie inzake de criteria om roepingen te beoordelen van personen met homoseksuele neigingen met het oog op hun toelating tot het seminarie en de Heilige Wijdingen.
Op 22 februari 2011 werd Grocholewski bevorderd tot kardinaal-priester. Zijn titeldiakonie werd pro hac vice zijn titelkerk.
Grocholewski ging op 31 maart 2015 met emeritaat. Op 11 oktober 2019 verloor hij - in verband met het bereiken van de 80-jarige leeftijd - het recht om deel te nemen aan een toekomstig conclaaf.
- Bibsys: 14006239
- Biblioteca Nacional de España: XX4824975
- Gemeinsame Normdatei: 1027813216
- International Standard Name Identifier: 0000 0001 1474 8747
- Library of Congress Control Number: n86821311
- Nationale Bibliotheek van Tsjechië: mzk2002112194
- Nationale Bibliotheek van Polen: a0000001230329
- Nederlandse Thesaurus van Auteursnamen: 071205691
- Réseau des bibliothèques de Suisse occidentale: 02-A003321564
- Istituto Centrale per il Catalogo Unico: CFIV068742
- LIBRIS: 57411
- Système universitaire de documentation: 079715214
- Virtual International Authority File: 72887528
- WorldCat: E39PBJpDRJhkMvtr3GM4GRhmBP